# 100000 Astronautica
100000 Astronautica è un asteroide areosecante della fascia principale. Scoperto nel 1982, presenta un'orbita caratterizzata da un semiasse maggiore pari a 1,9049759 au e da un'eccentricità di 0,0874432, inclinata di 21,18866° rispetto all'eclittica.
Fa parte del gruppo degli asteroidi Hungaria.
L'asteroide è dedicato all'astronautica. La denominazione è stata attribuita nel 2007 in occasione del cinquantesimo anniversario del volo dello Sputnik 1. Anche la numerazione rimanda all'astronautica poiché, convenzionalmente, lo spazio inizia a 100 000 metri di quota.